# Langues halmahera du Nord
Les langues halmahera du Nord sont une famille de langues papoues parlées en Indonésie dans la province des  Moluques du Nord.

## Classification
Le caractère non-austronésien des langues halmahera du Nord est depuis longtemps identifié (van der Aa et Carel 1872)
et démontré (van der Veen 1915). Cappell (1945) et Cowan (1957) sont les premiers à proposer une parenté du halmahera du Nord avec les langues timor-alor-pantar. Stockhof (1975) relie le halmahera du Nord aux langues bird's head de l'Ouest dans un ensemble papou occidental.
Malcolm Ross (2005) n'inclut pas le halmahera du Nord dans sa proposition d'une famille papoue occidentale étendue qu'il rattache à la famille hypothétique du trans-nouvelle-guinée. Holton et Robinson (2012) qui étudient ces diverses hypothèses ne trouvent pas d'éléments probants qui établissent une parenté de l'halmahera du Nord avec d'autres langues de familles papoues.

## Liste des langues
Les langues halmahera du Nord sont :
- groupe des langues du Nord d'Halmahera
  - sous-groupe principal du Nord d'Halmahera 
    - sous-groupe galela-loloda 
      - galela
      - loloda (en)

    - sous-groupe kao river 
      - modole (en)
      - sous-groupe paguique
        - kao
        - pagu

    - tabaru (en)
    - sous-groupe tobelo-tugutil
      - tobelo
      - tugutil

  - sous-groupe sahuan
    - ibu
    - sous-groupe du noyau sahuan
      - gamkonora
      - sous-groupe sahu-waioli
        - sahu
        - waioli

  - sous-groupe ternatéen
    - ternate
    - tidore.
- makian occidental

## Sources
- (en) Malcolm Ross, 2005, Pronouns as a preliminary diagnostic for grouping Papuan languages, dans Andrew Pawley, Robert Attenborough, Robin Hide, Jack Golson (éditeurs) Papuan pasts: cultural, linguistic and biological histories of Papuan-speaking peoples, Canberra, Pacific Linguistics. pp. 15–66.
- (en) Gary Holton, Laura C. Robinson, 2012, The linguistic position of the Timor-Alor-Pantar languages, dans Marian Klamer (éditrice) The Alor-Pantar languages: History and typology, pp. 155-198, Berlin, Language Science Press.